# إيلا عرب ميهتا
إيلا عرب ميهتا (بالإنجليزية: Ila Arab Mehta)‏ (16 يونيو 1938، مومباي في الهند)؛ مُدرسة، كاتِبة وروائية هندية. درست في جامعة مومباي.